# Glückauf-Siedlung

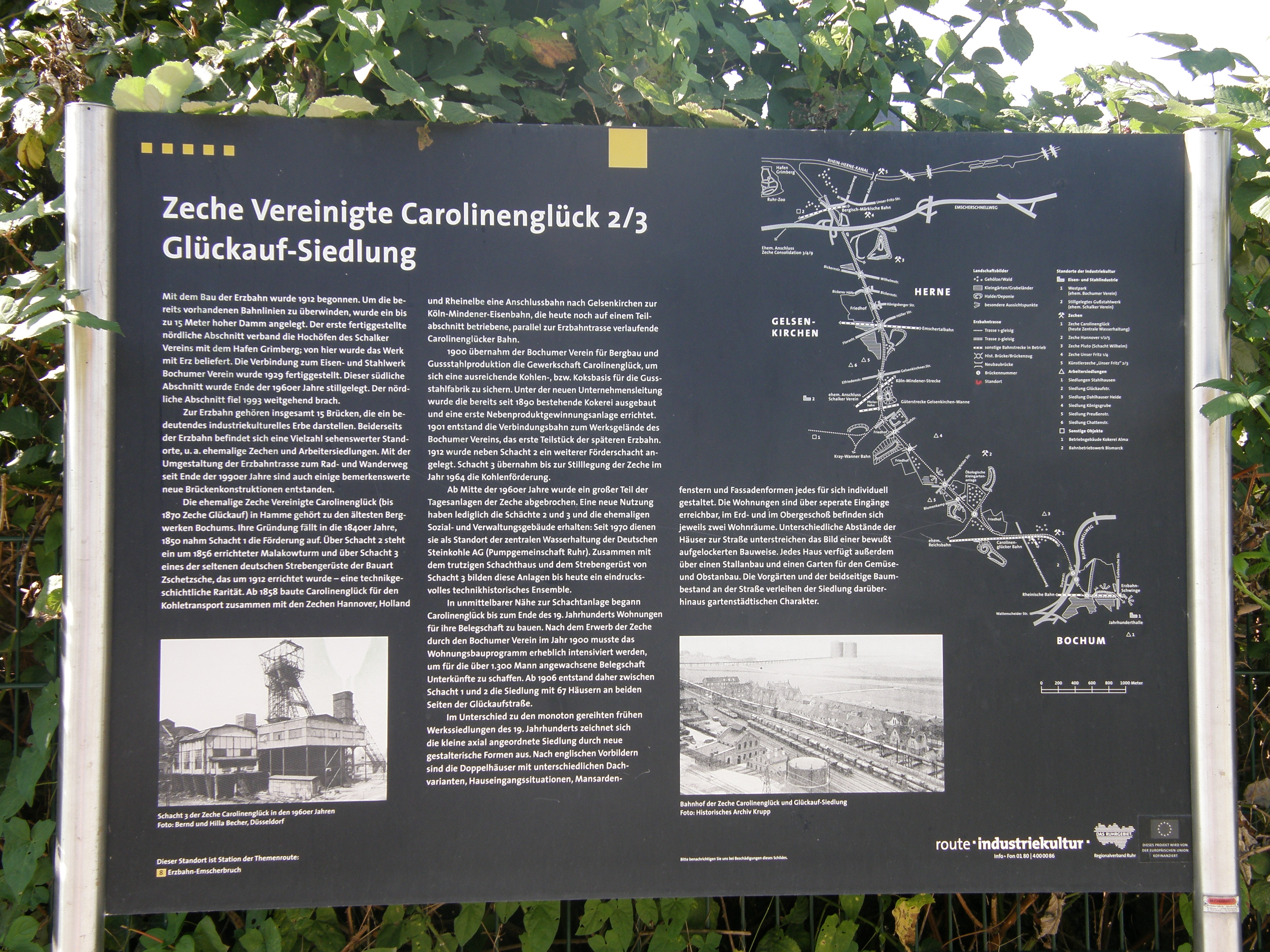
Infotafel der Route Industriekultur zur Siedlung

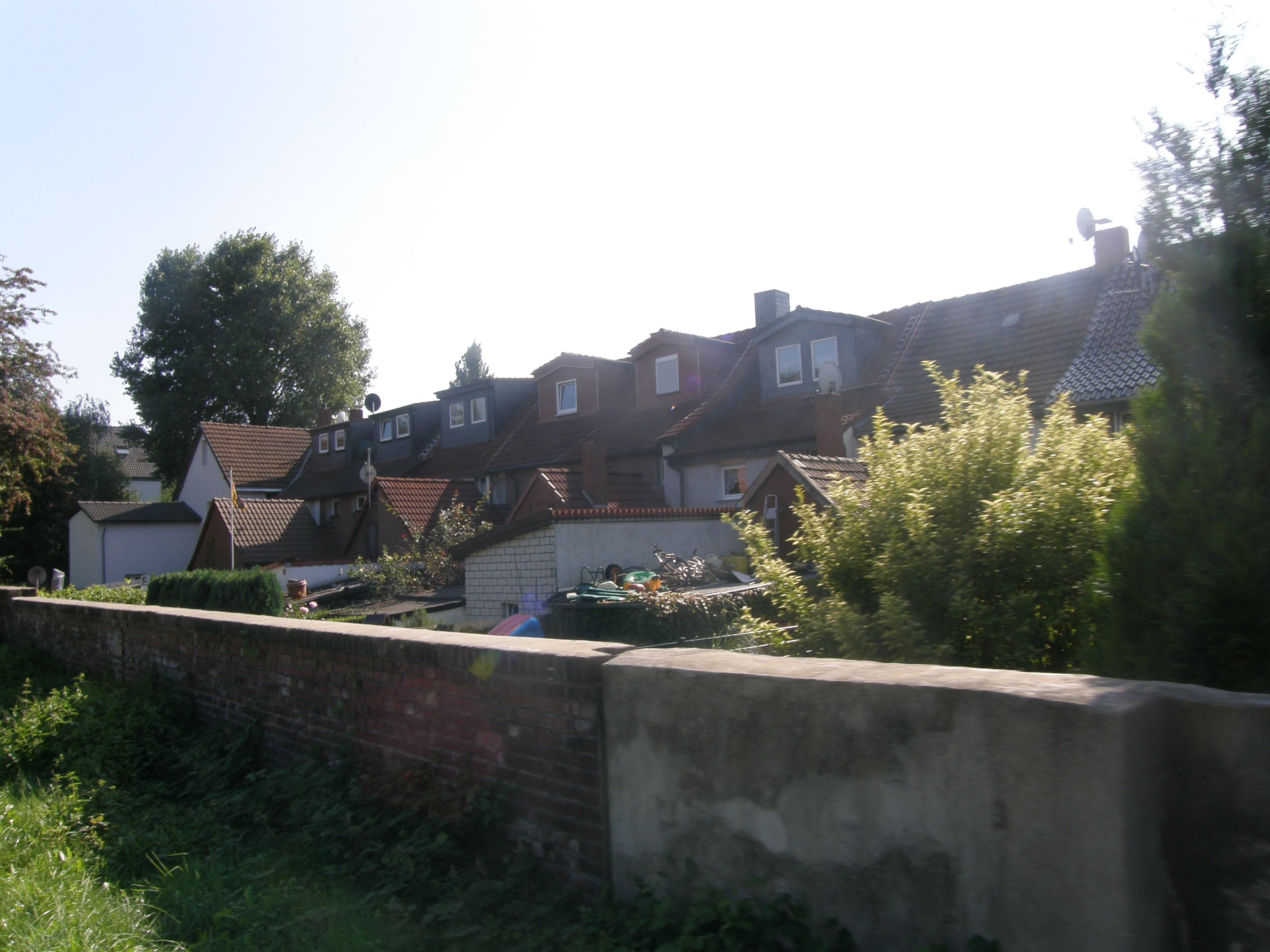
Blick von der Erzbahntrasse in Gärten der Siedlungshäuser

Die Glückauf-Siedlung ist eine Arbeitersiedlung in Bochum-Hamme. Sie ist benannt nach der naheliegenden Zeche Carolinenglück, die bis 1870 Zeche Glückauf hieß.
Nachdem der Bochumer Verein 1900 die Zeche übernommen hatte, wuchs die Belegschaft in wenigen Jahren auf mehr als das doppelte an. Das Unternehmen erwarb deshalb mehrere Bauernhöfe in der Umgebung und errichtete von 1907 bis 1908 zwischen den Schächten 1 und 2 eine Siedlung mit insgesamt 67 Häusern entlang der Glückaufstraße. In der Mitte wird das Straßenbild durch einen kleinen Platz erweitert, hier stehen 2½-geschossige Doppelhäuser. Im vorderen und hinteren Teil der Straße liegen dagegen 1½-geschossige, geschlossene Hausreihen. Sie sind mit Variationen von Hauseingängen, Dachformen, Fenstern und Fassaden individuell gestaltet. Zusammen mit den unterschiedlichen Abständen zur Straße ergibt sich eine aufgelockerte Bauweise. Jedes Haus hat einen Garten für den Anbau von Obst und Gemüse sowie einen Stallanbau für die Bergmannskuh. Im Erd- und im Obergeschoss gab es jeweils zwei Wohnräume.